# Loge
 For alternative betydninger, se Loge (flertydig). (Se også artikler, som begynder med Loge)
En loge er et mindre aflukke med brystning og evt. vindue ud til scenen. Fx i et teater, en koncertsal, en stadion, en ridebane og en kirke som Christians Kirke.
I et logeteater gælder det også om at blive set. Der er fyrsteloger og kongeloger i alle større teatre og koncertsale.
Betegnelsen loge bruges også om mødestedet for et broderskab og sammenslutningen.